# Brongniartia vazquezii
Brongniartia vazquezii là một loài thực vật có hoa trong họ Đậu. Loài này được Dorado miêu tả khoa học đầu tiên.